# W. de Wycombe
W. de Wycombe (tudi Wicumbe in verjetno Whichbury), angleški skladatelj in notni prepisovalec, 13. stoletje.
Najbolj je znan kot avtor slovitega angleškega srednjeveškega napeva »Sumer is icumen in«. Njegovo glavno ustvarjalno obdobje je bilo verjetno med letoma 1270 in 1280 v opatiji Leominster v Herefordshireu.
Večinoma je komponiral polifonične aleluje. Muzikologi so identificirali okrog 40 njegovih partitur, ki so po slogu sicer podobne predhodnemu skladatelju notredamske šole, Léoninu. Vendar je bila le ena skaldba od 40-ih popolnoma rekonstruirana, ostale obstajajo le v fragmentih. Nekatera izmed njegovih del so shranjena v t. i. Worchesterskih fragmentih, zbirki 59 strani in predstavljajo tretjino vseh ohranjenih angleških polifonih skladb 13. stoletja.
Vsaka Wycombe-ova aleluja je skomponirana v štirih delih. Drugi in četrti del vsebujeta solistični odgovor polifoni tematiki, prvi in tretji pa je zgrajen po postopku proste polifonije.